# Distrito de Corrales
El distrito de Corrales es uno de los seis que conforman la provincia de Tumbes ubicada en el departamento de Tumbes en el Norte del Perú. Limita por el Norte con el golfo de Guayaquil (océano Pacífico); por el Este con el distrito de Tumbes; por el Sur con el distrito de San Jacinto; y, por el Oeste con el distrito de La Cruz.

## Historia
El distrito fue creado el 12 de enero de 1871 mediante Ley sin número, en el gobierno del presidente José Balta. 

## Geografía
Tiene una extensión de 131,6 km². Su capital es la villa de San Pedro de los Incas.

## Demografía

### Población
Según el Censo 2007 el distrito tiene una población de 20 984 hab. 

### Religión
Según datos del censo de 2007, el 80 % de la población del distrito es católica, el 14 % es miembro de alguna iglesia evangélica, el 3 % manifiesta no profesar ninguna religión, mientras que el 1 % dice profesar alguna otra creencia. 
En el caso de los católicos, desde el punto de vista jerárquico de la Iglesia católica, forman parte de la Vicaría foránea de Tumbes de la arquidiócesis de Piura.

## Localidades
Además de su capital, San Pedro de los Incas, el distrito tiene los siguientes centros poblados:
- La Jota
- Los Cedros
- Villa San Isidro
- Pampa de San Isidro
- Cabeza de Vaca Norte
- Cabeza de Vaca Sur
- San Martín
- Nueva Esperanza
- Nuevo Corrales
- Buena Vista Baja
- Buena Vista Alta
- El Tablazo
- Santa Rosa
- El Tablazo Alto
- Realengal
- San Francisco
- El Rodeo
- Malval
- Urcos
- Cristales

## Autoridades

### Municipales
- 2019 - 2022
  - Alcalde: Abog. Hugo Donald Pérez Dios, del Movimiento Político Renovación Tumbesina.
  - Regidores: Sr. Humberto Cienfuegos Villegas (Renovación Tumbesina), Sr. Huber Quevedo Lavalle (Renovación Tumbesina), Sr. Charito Moran Silva (Renovación Tumbesina),Sra.  Clara Risco Mogollon (Renovación Tumbesina), Sr. Genero Chiroque Alvines (Solidaridad Nacional).

- 2015 - 2018[2]
  - Alcalde: Manuel Rixar Flores Peña, del Partido Alianza para el Progreso (APP).
  - Regidores: Alexander Cano Peña (APP), Ronnier Rolando Balcázar Zárate (APP), Kleysler Magali Silva Izquierdo (APP), Jesús Francisco Coveñas Salazar (APP), Seferino Chiroque Alvines (Democracia Directa).
- 2011 - 2014[3]
  - Alcalde: Javier Reynaldo Véliz Saavedra, del Frente de Desarrollo de Corrales (FDC).
  - Regidores: Máximo Avelino Zapata Dios (FDC), Nicolás Wilder Risco Quevedo (FDC), Segundo Edilberto Azañero de la Cruz (FDC), Eudocia Olaya de Olaya (FDC), Pablo Delgado Marchan (Somos Perú).[4]

### Policiales
- Comisario: PNP.